# Gerolamo Emilio Gerini
Gerolamo Emilio Gerini, พระสารสาสน์พลขันธ์ (ยี.อี.เยรินี) Phra Sarassana Balakhandh in Lingua thai (pronuncia in IPA Phrá Sǎrasàt Phonlakhǎn (Cisano sul Neva, 1º marzo 1860 – Torino, 11 ottobre 1913), è stato un militare italiano. Direttore dell'Istruzione Militare nel Regno del Siam, co-fondatore  e Vicepresidente della The Siam Society, orientalista, storico, geografo, etnografo, archeologo, linguista, numismatico.

## Biografia
Nato a Cisano sul Neva il 1º marzo 1860 da Carlo, professore di agraria all'Università di Torino, e Veronica Rosso, entrambi di antiche famiglie cisanesi, il suo nome di battesimo completo era Gerolamo Antonio Bartolomeo Maddalo Maria Carlo Emilio.
Dopo l’istruzione primaria e media (essendosi la famiglia trasferita dapprima a Voghera e quindi a Sondrio dove il padre era professore di estimo, agronomia, storia naturale generale ed applicata al Regio Istituto Tecnico “Alberto de Simoni” di cui fu, nei suoi ultimi anni di vita, anche Direttore) G.E. Gerini, proprio presso l’Istituto in cui suo padre insegnava, conseguì il Diploma di Perito Agrimensore, il 12 agosto 1876. Nell’estate del 1877, superato il relativo corso di ammissione, entrò alla prestigiosa Scuola Militare di Modena (poi Accademia Militare di Modena) dove seguì i due anni di corso ottenendo con R.D. 31 luglio 1879 il Diploma di Sottotenente di Fanteria, 19º su 315 ammessi all'esame e fu assegnato al 13º Reggimento di Fanteria "Pinerolo", di stanza a Perugia e successivamente (e certamente nel 1881) a Monteleone, poco distante da Spoleto - Provincia di Perugia.
Tra la primavera e l’estate del 1881 Gerini ed altri due sottotenenti del reggimento "Pinerolo", Giovanni Bernardo Magliola e Camillo Achille Ferrando, probabilmente a seguito di contatti con esponenti o diplomatici di Birmania e del Siam decidono di lasciare l’esercito e recarsi in Asia al servizio di uno di quei due paesi in qualità di istruttori militari.
Il 18 giugno 1881, essendo entrambi in licenza da pochi giorni ed avendo rassegnato per lettera raccomandata le proprie dimissioni, da Napoli lasciano l’Italia alla volta di Alessandria d’Egitto per un lungo viaggio che, dopo averli portati a Suez, Aden. Colombo, Madras, Calcutta, Rangoon, Moulmein, Penang, Singapore, terminerà il 26 agosto del 1881 a Bangkok dove, Il 10 settembre 1881 Gerolamo Emilio Gerini e Camillo Ferrando, vengono assunti quali istruttori militari, con il grado di tenente, nel Regio Esercito Siamese.
Nel frattempo, il 13 agosto, in Italia, a seguito del mancato rientro dalle rispettive licenze, erano stati dichiarati disertori ed il 26 gennaio 1882 il Tribunale Militare Speciale di Firenze condannerà, per diserzione semplice, alla dimissione dal grado e ad un anno di detenzione militare sia il Gerini che il Ferrando.
Il 29 Luglio 1897 con declaratoria della Commissione d’Inchiesta presso il Tribunale Militare di Firenze G. E. Gerini verrà ammesso a beneficiare dell'amnistia concessa con R.D. 24 Ottobre 1896 n. 467 e senza obbligo di rimpatrio.

### Carriera militare in Siam
Nel 1882 viene promosso al grado di Capitano sempre in quell'anno fu incaricato dal re di effettuare i necessari sopralluoghi e rilievi topografici e di disegnare i progetti per delle nuove fortezze in Nakhon Khuean Khan e Mueang Samut Prakan  più tardi fu incaricato della istruzione militare nella neocostituita Accademia Militare Saranrom. Nel 1884 lascia l'esercito e nel 1885 assume l'incarico di segretario, interprete e traduttore dell'allora ministro del Nord (ministro dell'interno), il principe Maha Mala, zio del re Rama V Chulalongkorn. Con tale incarico viaggia e visita buona parte del Paese, acquisendo una conoscenza perfetta della lingua thai oltre che di altre lingue quali il malese e il birmano, il mon ed il khmer, e molti dialetti locali. Acquisisce inoltre una conoscenza approfondita sia del sanscrito che del pali, la lingua dei testi sacri buddhisti.
Nel 1887 viene assunto nuovamente nel Regio Esercito Siamese come traduttore di manuali tecnici, scientifici e  giuridici europei per l'istruzione militare.
Verso la fine 1890 gli fu concessa una licenza per rientrare in Europa essendo mancato suo padre nel maggio di quell'anno. Al suo rientro nel 1891 fu incaricato dell'istruzione nella Reale Accademia Militare Siamese.
Nel 1895 fu nominato Direttore Generale del Dipartimento dell'Istruzione Militare, appena creato in seno al Ministero della Guerra  e direttore della rivista Yuddhakosa ยุทธโกษ organo di formazione e d'informazione  scientifico-tecnica militare, culturale e di attualità delle Forze Armate del Regno del Siam, a tutt'oggi pubblicato e di larghissima diffusione. Nel 1897 fu promosso al grado di  maggiore col titolo nobiliare di Luang Sarasasana Balakhandh. Nel 1901 fu promosso al grado di luogotenente colonnello; nel 1903 il re gli conferì il più alto titolo nobiliare di Phra  Sarasasana Balakhandh; nel 1905 fu promosso al grado di colonnello; nel 1906 lasciò il servizio con una pensione reale.

### Attività scientifica e letteraria
Al di là della professione di Direttore Generale dell'Istruzione Militare, Gerini fu noto ed è tuttora conosciuto nella comunità scientifica per i suoi studi e pubblicazioni  di geografia, archeologia, etnologia, linguistica e storia del Sud Est Asiatico; alcune tra le sue molte opere sono spesso ancor'oggi  citate nelle pubblicazioni scientifiche di tali materie.
Diresse per molti anni la rivista Yuddhakosa , tutt'oggi il mensile ufficiale del Regio Esercito Thailandese, e contribuì ad essa, per oltre vent'anni, con un numero elevatissimo di saggi e articoli sia di natura militare che spazianti nei vari e vasti campi di interesse in cui fu versato, fu inoltre autore di diversi manuali e libri di testo in lingua Thai, per l'Accademia Militare da lui diretta.
Nel 1902 fu incaricato dal Governo Siamese di rappresentare il Siam al "Congrès international des études d'Extrême-Orient" ad Hanoi, dove, oltre ad una attiva partecipazione ai lavori del congresso stesso, presiedette la "Commission du Manuel de philologie indo-chinoise".
Assieme a due altri studiosi (Oskar Frankfurter e Arthur Cecil Carter) nel 1904, sotto l'alto patrocinio di S.A.R. il principe Vajiravudh (poi Re Rama VI) fondò la Siam Society, istituzione di rilevanza internazionale per la diffusione della cultura thailandese, tuttora attiva.

### Il ritorno in Italia
Rientrato in patria, fu spesso incaricato dalla corte siamese e dal re Rama V, della cui amicizia e confidenza godeva da anni, di missioni ufficiali sia in campo diplomatico che militare, oltre che di rappresentanza del Siam in congressi di orientalisti e di archeologi: nel 1907 rappresentò Il Siam al Congresso della Croce Rossa a Londra; nel 1908 lo rappresentò a Copenaghen al quindicesimo Congresso degli Orientalisti. 
Nel 1907, G.E. Gerini accompagnò spesso ed in qualche caso fu pure suo “cicerone", re Chulalognkorn: al suo arrivo in Italia, durante il suo soggiorno a San Remo e poi ancora in alcune tappe del lungo viaggio di visite di stato del sovrano in Europa che volentieri ricorreva a lui per informazioni sulle attività agricole o industriali, o sulla storia e tradizioni locali, o su processi o particolari tecnici che avessero attratto la sua attenzione ed è il re stesso a ricordarlo nel Chulalongkorn's Klai Ban. 
Nel 1911, su incarico del Re Rama V, fu Commissario Generale di Sua Maestà il Re del Siam, curatore e direttore del Padiglione del Siam all'Esposizione internazionale di Torino, di cui compilò anche il Catalogo Generale, che è opera preziosa per la conoscenza del Siam dell'epoca.
Nel 1913 fu insignito dal Re Vittorio Emanuele III della Croce di Grand'Ufficiale dell'Ordine della Corona d'Italia.
Oltre ad essere membro onorario a vita della Siam Society, fu membro attivo ed apprezzato della The Royal Asiatic Society of Great Britain and Ireland, della Royal Geographical Society, della École française d'Extrême-Orient.
Nel corso della sua vita di studio raccolse una biblioteca di oltre 3 000 volumi, molti dei quali già allora rari o rarissimi. Tale biblioteca venne donata, dai suoi eredi, all'allora Istituto Orientale di Napoli, tale "fondo" è oggi presso l'Università degli Studi di Napoli "L'Orientale". 
Morì l'11 ottobre 1913 a Torino per un attacco cardiaco; è sepolto in Cisano sul Neva, nella tomba di famiglia.
Nel 2010, presso l'Army Training Command di Bangkok, con solenne cerimonia gli è stato dedicato un busto bronzeo all'ingresso del campus, diventando così il secondo italiano, dopo Corrado Feroci (Silpa Bhirasri, fondatore dell'Università Silpakorn di Bangkok), tra i rarissimi stranieri cui sia stato riservato un tale onore in Thailandia.

## Opere
Opere in lingua, in lingua Inglese, in lingua francese
- Un Italiano in Birmania, in L’ Illustrazione Italiana, N. 7, 1882, Fratelli Treves Editori- Milano, Anno IX n. 7 12 Febbraio 1882 (prima parte)e  Anno IX n. 8 19 Febbraio 1882 (seconda parte)
- A Retrospective View and Account of the Origin of The Thet Maha Ch’at Ceremony (Maha Jati Desana) or exposition of the tale of the great birth as performed in Siam. Bangkok, Bangkok Times Office,  Siam. 1892.
- Chūlākantamaṅgala: The Tonsure Ceremony As Performed in Siam.  Bangkok,  Stampato Privatamente, 1893.
- Trial by Ordeal in Siam and the Siamese Law of Ordeals, in The Imperial and Asiatic Quarterly Review and Oriental and Colonial Record. Volume IX, N˚s 17 & 18 January - April, 1895, pp. 415-424.
- Trial by Ordeal in siam and the siamese law of ordeals,  in The Imperial and Asiatic Quarterly Review and Oriental and Colonial. Volume X, N˚s 19 & 20 July - October, 1895, pp. 156-175.
- ART. XX. - Notes on the Early Geography of Indo-China. Part I prehistoric period (with eleven Tables),  in  Journal of the Royal Asiatic Society of Great Britain and Ireland. Volume 29, Issue 3, July 1897, pp. 551 - 577.
- The King of Siam. Notes of the quarter (July, august, September, 1897),  in Journal of the Royal Asiatic Society of Great Britain and Ireland. Volume 29, Issue 4, October 1897, pp. 945-948.
- Extract from letter from Captain Gerini, Bangkok, dated October 21, 1897. In correspondence 7. history of Pegu by r.f. St. Andrew St. john, Dec 7, 1897, in  Journal of the Royal Asiatic Society of Great Britain and Ireland, 1898, pp.  204-207.
- Catalogo Dimostrativo della collezione di Monete Siamesi Offerta per Comando di S.M. Il Re del Siam sua Altezza Reale Vittorio Emanuele di Savoia Principe di Napoli. Compilato dal Capitano G.E. Gerini, direttore dell’Insegnamento Militare nell’Esercito di S.M. il Re del Siam”, in  Rivista Italiana di Numismatica e scienze affini. Anno XI - 1898 - Vol. XI., pp.  287-304
- Shan and Siam,  in The Imperial and Asiatic Quarterly Review and Oriental and Colonial Record. Volume V, No. 9 & 10, January 1898, pp. 145-163.
- Shan and Siam (A few More Explanation), in The Imperial and Asiatic Quarterly Review and Oriental and Colonial Record. Volume VII. January 1899, pp.162-164.
- Siam’s Intercourse with China (Seventh to Nineteenth Centuries. in The Imperial and Asiatic Quarterly Review and Oriental and Colonial Record. Volume XI. No. 22, April, 1901, pp.  379-385.
- Catalogue d'une Collection de Monnaies Anciennes et Modernes, et de Medailles, du Siam et de quelques anciens Etats Tributaires du même Royaume, exposée par Mme. da Costa, Hanoi, 1902. Bangkok,  Stampato Privatamente, 1902, (In- 8 p., pp. V.+30)
- Discours prononcé au nom du Gouvernement Royal de Siam a la Séance d'ouverture du Premier Congrès International des Etudes d'Extrême-Orient, Hanoi 1902; Présentation d'Ouvrages Siamois au même; Plan d'un Ouvraage sur la Géographie Ancienne de l'Indo-Chine; etc., etc. in  Compte Rendu Analytique des Séances du Premier Congres,. ; Hanoi, 1903, pp. 24-25, 34-39, etc (in-8 gr)
- X.- Siamese Archaeology: A Synoptical Sketch. in The Journal of the Royal Asiatic Society of Great Britain and Ireland. APRIL 1904, pp. 233-248.
- Chapter XV Siamese Archaeology -A Synoptical Sketch. in The Kingdom of Siam. Edited by A. Cecil Carter. Bangkok, 1904, pp. 213-226.
- Miscellaneous Communications. The Siam Society, Bangkok May 16th, 1904,  in Journal of the Royal Asiatic Society of Great Britain and Ireland. July 1904, p. 547.
- XXXI. - Some Unidentified Toponyms in the Travels of Pedro Teixeira and Tavernier , in Journal of the Royal Asiatic Society of Great Britain and Ireland. October 1904, pp. 719-724.
- On Dr O. Frankfurter’s paper - The Aims of the Society. Minute of the first ordinary general meeting on the 7th April, 1904, at 9 p.m., in Journal of the Siam Society. Volume I. Bangkok,1904. Issued to Members of the Society, August, 1905.
- On the Congenital Spots in the Sacro-lumber Region Appearing on Infants of Coloured Races,  in Journal of the Siam Society. Volume I. Bangkok,1904. Issued to Members of the Society, August, 1905.
- On H.R.H. Prince Damrong’s paper entitled ‘On the Foundation of Ayuthia", Minute of the second ordinary general meeting on the 11th May, 1904. in  Journal of the Siam Society. Volume I. Bangkok,1904. Issued to Members of the Society, August, 1905.
- On Siamese Proverbs and Idiomatic Expressions, in  Journal of the Siam Society. Volume I. Bangkok,1904. Issued to Members of the Society, August, 1905.
- Notes on M. Aymonier’s Book, First General Meeting. On Wednesday 1st March, 1905.  in Journal of the Siam Society. 1905.
- Notes on the Paper Dr. T. Masao entitled "Research into Indigenous Law of Siam as a Study of Comparative Jurisprudence, Second General Meeting. On Friday 31st March, 1905. in Journal of the Siam Society, 1905.
- A Trip to the Ancient Ruins of Kamboja,   in The Imperial and Asiatic Quarterly Review and Oriental and Colonial Record. Third Series -Volume XIX. Nos. 37 & 38. January - April, 1905, pp. 361-394.
- Annual General Meeting of the Society. in Journal of the Siam Society. January, 1905, pp. 82-83.
- Third General Meeting on Monday May 15th, 1905 and Fourth General Meeting on Monday August 28th, 1905. Chaired by Colonel G.E. Gerini, Vice-President. in Journal of the Siam Society. Vol. II, 1905.
- Historical Retrospective of Junkceylon Island, in Journal of the Siam Society. Volume II, 1905.
- XVI. - The Nārakretāgama List of Countries on the Indochinese Mainland (circa 1380 A.D.),  in The Journal of the Royal Asiatic Society of Great Britain and Ireland. Volume 37, Issue 3, July 1905, pp.  485-512.
- Notes sur quelques anciennes bouches du Më -Khong. in Bullentin de L'Ecole Française d'Extrême Orient, Dicember 1905, e numeri consecutivi.
- Report for 1905 presented to the Second Meeting held on January 31st, 1906,  in Journal of the Siam Society., 1906.
- Researches on Ptolemy’s Geography of Eastern Asia (Further India and Indo-Malay Archipelago). London: Royal Asiatic Society and Royal Geography Society, 1909
- XXVII. Chinese Riddles on Ancient Indian Toponymy: I Ch’a-Po-Ho and Ka-P’i-Li, in Journal of the Royal Asiatic Society of Great Britain and Ireland. Volume 42, Issue 4, October 1910, pp. 1187-1203.
- XII. Chinese Riddles on Ancient Indian Toponymy II. Nan-Nihwa-Lo, in  Journal of the Royal Asiatic Society of Great Britain and Ireland. Volume 43, Issue 2, April 1911, pp. 437–445.
- Catalogo descrittivo della Mostra siamese alla Esposizione internazionale delle industrie e del lavoro in Torino, Torino, Officine Grafiche della S.I.E.N., 1911.
- Festivals and Fasts (Siamese), in AA. VV., Encyclopædia of Religion and Ethics. Volume V, 1912, pp. 885-890	.
- The Takōpa Tamil Inscription, in The Journal of the Royal Asiatic Society of Great Britain and Ireland. Volume 45, Issue 3, July 1913, pp. 689-690.
- Ti-Ma-Sa, in The Journal of the Royal Asiatic Society of Great Britain and Ireland. Volume 45, Issue 3, July 1913, pp. 690-694.
- History, Old Siam. in  Directory for Bangkok and Siam 1914.

Opere in lingua thai
- พิไชยสงครามฮินดูโบราณ ฯลฯ The Art of War, Military Organization, Weapons and Political Maxims of the Ancient Hindus complied, enlarged, and translated into Siämese by G.E. Gerini, with original remarks on the introduction and early use of Fire-arms in Siäm and comparative notes on Siamese and Hindu military usages, ceremonies and festivals. Bangkok: Watcharin Printing, 1894, (In-8 p., pp. XXXVIII + 340. com 2 tav).
- เรื่องทางพระราชไมตรีในระหว่างประเทศสยามกับประเทศชะวาแต่ในชั้นต้นแห่งกรุงศรีอยุธยาโบราณ (Sulle antiche relazioni fra il Siam e Giava). in  ทวีปัญญา (Dvi-panya, rivista diretta da S.A.R. il Principe Ereditario del Siam), Bangkok,  Aprile 1905, pp. 28–38.
- อธิบายด้วยโบราณวัตถุประเทศสยามแต่โดยสังเขป (Sulle antichitá del Siam). in Dvi-panya, Maggio 1905, pp. 198–214; Giugno 1905, pp. 372–384.
- เรื่องปถมพงษาวดารแห่งประเทศกัมพูชาแลต้นเหตุแห่งปราสาทศิลา ณ ประเทศนั้น โดยสังเขป (Sulla storia primitiva ed antichi monumenti di Cambogia), in  Dvi-Panya, Bangkok, Luglio 1905.

Manuali tecnici e d'istruzione militare in lingua thai
- วิธียุทธศึกษา (Ammaestramento Tattico). Bangkok, R.S. 118 (=A.D. 1899), (in-8, pp. X + 228).
- ตำราแผนที่เช่นที่ต้องการใช้ในการทหาร (Manuale di Topografia Militare ad uso delle Scuole Militari etc. Volume I), Bangkok, 1904,  (in-8, pp. VIII+ 415)
- ตำราแผนที่เช่นที่ต้องการใช้ในการทหาร (Manuale di Topografia Militare ad uso delle Scuole Militari etc.Volume II,) Bangkok, 1905 (in-8, pp. X + 368,).
- เรขเลขาวิธีตำราเขียนรูปด้วยเครื่องบังเวียนปากคีบ (Manuale di Disegno Geoetrico). Bangkok, 1905, (in-8, pp. VI +32.)
- หนังสือยุทธโกษ (Yuddhakosa, Rivista Militare mensile), R.S. 114 (= A.D. 1895) - R.S. 124 (=A.D. 1905), 3000 pp. di contribuzioni, sotto forma d'articoli su argomenti militari, scientifico-letterari, e storici.
- จักรยานนิติ์ความแนะนำในการใช้แลบำรุงรักษาจักระยาน (Cakrayäna-niti Manuale di ciclismo per l'esercito). Bangkok, R.S. 118 (=A.D. 1899),( in-16, pp. 6 + 105).